# Urosigalphus donnae
Urosigalphus donnae är en stekelart som beskrevs av Gibson 1972. Urosigalphus donnae ingår i släktet Urosigalphus och familjen bracksteklar. Inga underarter finns listade i Catalogue of Life.